# 苗栗縣政府文化觀光局
苗栗縣政府文化觀光局，是中華民國苗栗縣政府所屬一級行政機關，總局位於苗栗縣苗栗市自治路50號，也是苗栗縣文化資產保護的管理行政機關。

## 歷史
- 1953年11月苗栗縣立圖書館成立。
- 1978年苗栗縣立圖書館改為中正紀念圖書館。
- 1983年配合教育部《建立縣市文化中心計畫大綱》，苗栗縣立文化中心成立，中正紀念圖書館併入文化中心。
- 1995年三義木雕博物館落成啟用。
- 2000年初，苗栗縣立文化中心改制為苗栗縣文化局。
- 2007年9月22日，苗栗縣文化局更名為苗栗縣政府國際文化觀光局，為苗栗縣政府所屬一級機關。
- 2009年9月29日，苗栗縣立圖書館改隸苗栗縣政府教育處。
- 2016年1月4日，苗栗縣政府國際文化觀光局更名為苗栗縣政府文化觀光局。

## 組織架構

### 行政單位
- 博物管理科
- 展演藝術科
- 文化資產科
- 客家事務科
- 觀光行銷科
- 觀光發展科
- 文創產業科
- 行政科
- 人事室
- 會計室
- 政風室

## 外部連結
- 苗栗縣政府文化觀光局 （页面存档备份，存于）（中文）（英文）
- YouTube上的苗栗縣政府文化觀光局頻道